# Cheiracanthium salsicola
Cheiracanthium salsicola là một loài nhện trong họ Miturgidae.
Loài này thuộc chi Cheiracanthium. Cheiracanthium salsicola được Eugène Simon miêu tả năm 1932.